# جروم لمپر
جروم لمپر (انگلیسی: Jérôme Lempereur؛ زادهٔ ۳ نوامبر ۱۹۷۳) بازیکن فوتبال اهل فرانسه است.
از باشگاه‌هایی که در آن بازی کرده‌است می‌توان به باشگاه فوتبال اوسر، باشگاه فوتبال خنت، و باشگاه فوتبال نیم المپیک اشاره کرد.